# Frea rufina
Frea rufina là một loài bọ cánh cứng trong họ Cerambycidae.